# 横手博人
横手 博人（よこて ひろと）は、日本の作画監督。

## 作品

### アニメ
- 怪盗セイント・テール - 作画監督（全て佐々木恵子と共同）
- 名探偵コナン - 作画監督
- ソニックX - 作画監督、原画

### OVA
- ゴルゴ13〜QUEEN BEE〜